# 레나토 둘베코
레나토 둘베코(이탈리아어: Renato Dulbecco, ForMemRS, 1914년 2월 22일 ~ 2012년 2월 19일)는 이탈리아 출신의 미국의 바이러스학자이다. 1975년에 종양 바이러스와 세포 유전물질의 상호작용을 발견한 공로로 데이비드 볼티모어, 하워드 마틴 테민과 함께 노벨 생리학·의학상을 수상했다.

## 수상 경력
- 1964년 : 앨버트 래스커 기초 의학 연구상
- 1973년 : 루이자 그로스 호르위츠상
- 1974년 : Selman A. Waksman Award in Microbiology
- 1975년 : 노벨 생리학·의학상

## 회원
- 1974년 : 왕립학회 외국인 회원[1]